# Jason Thomson
Jason Thomson (ur. 26 sierpnia 1987 w Edynburgu) – szkocki piłkarz, występujący na pozycji prawego obrońcy.

## Kariera
Piłkarz profesjonalną piłkarską karierę rozpoczął w roku 2003, gdy przeszedł z rezerw do pierwszego kładu drużyny Heart of Midlothian. Debiutował w niej w marcu 2005 roku, w meczu przeciwko Inverness Caledonian Thistle, przegranym 0:2 przez jego zespół. Ogółem w barwach Hearts rozegrał 27 meczów i nie strzelił bramki.
W sezonie 2006/2007 został wypożyczony z Hearts do Livingston F.C. W barwach tego klubu rozegrał 18 spotkań. W 2011 był wypożyczony do Dunfermline Athletic. W 2012 trafił do Raith Rovers. W 2018 roku odszedł do Arbroath.
W Scottish Premier League rozegrał 52 spotkania i zdobył 1 bramkę.